# Наварра, Андре
Андре́ Наварра́ (фр. André Navarra; 13 октября 1911 года, Биарриц — 31 июля 1988 года, Сиена) — французский виолончелист.

## Биография
Андре Наварра родился в 1911 году в Биаррице, Франция, в семье музыкантов. Игрой на виолончели начал заниматься в возрасте семи лет. Два года спустя был принят в Тулузскую консерваторию, которую окончил в 1924 году с первой премией. Затем он поступает в Парижскую консерваторию, где учился у Жюля Лёба по классу виолончели и у Шарля Турнемира по классу камерной музыки. Он окончил её также с отличием спустя два года — на тот момент ему было всего 15 лет.
Наварра остался в Париже, где продолжал совершенствовать своё мастерство, и где ему удалось познакомиться с такими выдающимися музыкантами, как Эммануэль Фойерман, Альфред Корто, Жак Тибо, и услышать их выступления. В Париже Наварра также познакомился с такими композиторами, как Жак Ибер, Флоран Шмит и Артюр Онеггер. Позже он стал наставником Пабло Казальса. В 1929 году, в возрасте 18 лет, Наварра был принят в состав Квартета Креттли, где играл на протяжении 7 лет. Он также участвовал в формировании ансамбля «Б. Б. Н.» — трио вместе с пианистом Джозефом Бенвинути и скрипачом Рене Бенедетти. Два года спустя в Париже состоялся его дебютный концерт, где он вместе с Оркестром Колонна исполнил Концерт для виолончели с оркестром ре минор Эдуара Лало. В 1933 году он становится солистом Симфонического оркестра Гранд-опера, но продолжает выступать в качестве солиста и с другими европейскими оркестрами.
На протяжении 1930-х годов Наварра продолжает свой карьерный рост, который достигает своего апогея в 1937 году, когда Наварра берет первый приз на Международном музыкальном конкурсе в Вене. Однако в связи с началом Второй мировой войны ему пришлось оставить на время свою карьеру, так как его призвали на службу в пехотные войска Франции. В 1945 году Андре Наварра возвращается к своей творческой деятельности, а в 1949 году, будучи преемником Пьера Фурнье, получает должность профессора Парижской консерватории и начинает свои гастроли по США, Европе, Азии и Советскому Союзу, выступая вместе с выдающимися дирижёрами того времени. Программа его выступлений включала в себя премьеры нескольких виолончельных концертов, написанных для него композитором Андре Жоливе, а также полюбившийся публике концерт для виолончели с оркестром Элгара, под руководством сэра Джона Барбиролли.
Помимо своей преподавательской деятельности в Парижской консерватории, начиная с 1954 года, Наварра начинает проводить летние мастер-классы в Музыкальной академии Киджи в городе Сиена, осенние мастер-классы в Сен-Жан-де-Люз, а спустя 4 года становится профессором Детмольдской высшей школы музыки. В это время он также преподает в Лондоне и в Вене.